# Alcis variegata
Alcis variegata är en fjärilsart som beskrevs av Moore 1888. Alcis variegata ingår i släktet Alcis och familjen mätare. Inga underarter finns listade i Catalogue of Life.

## Bildgalleri

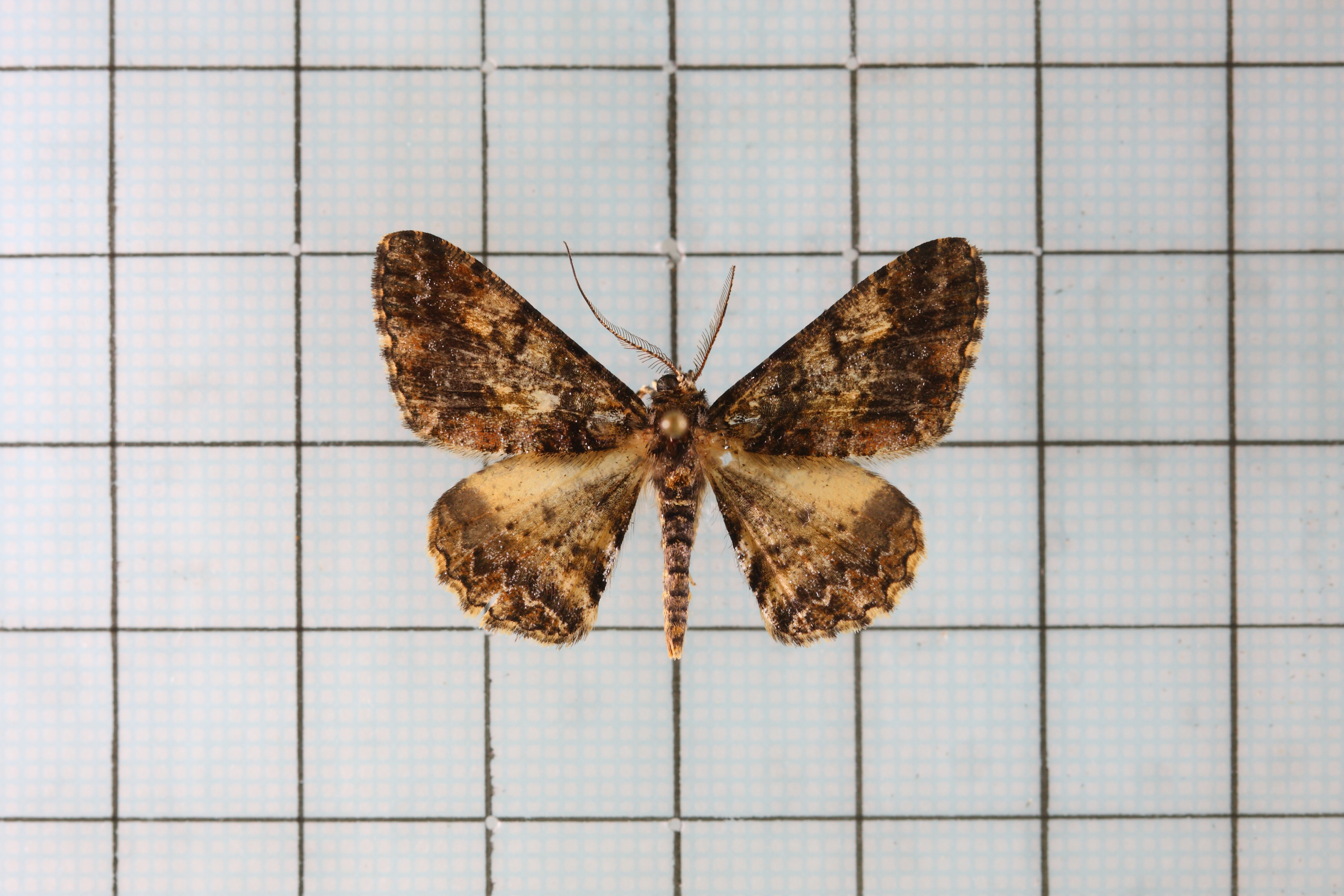
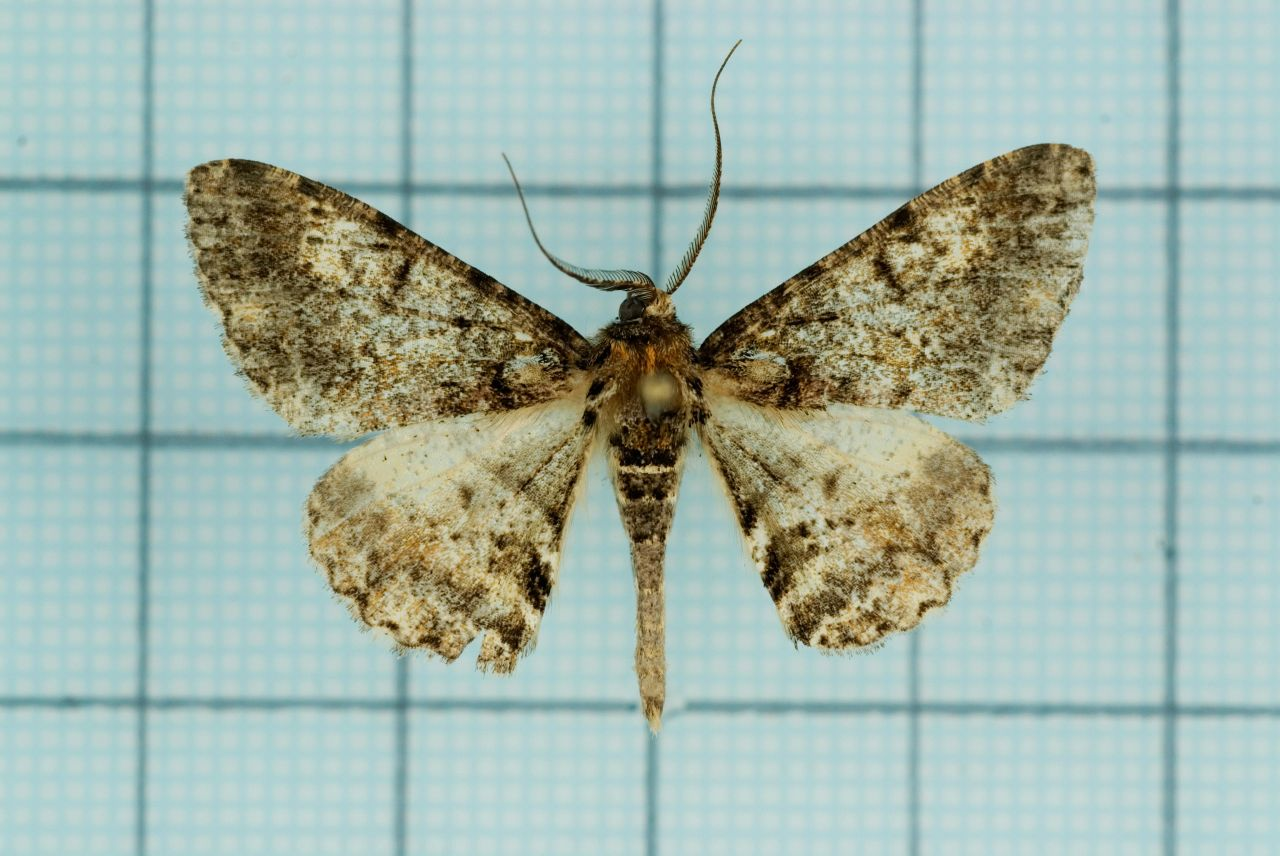
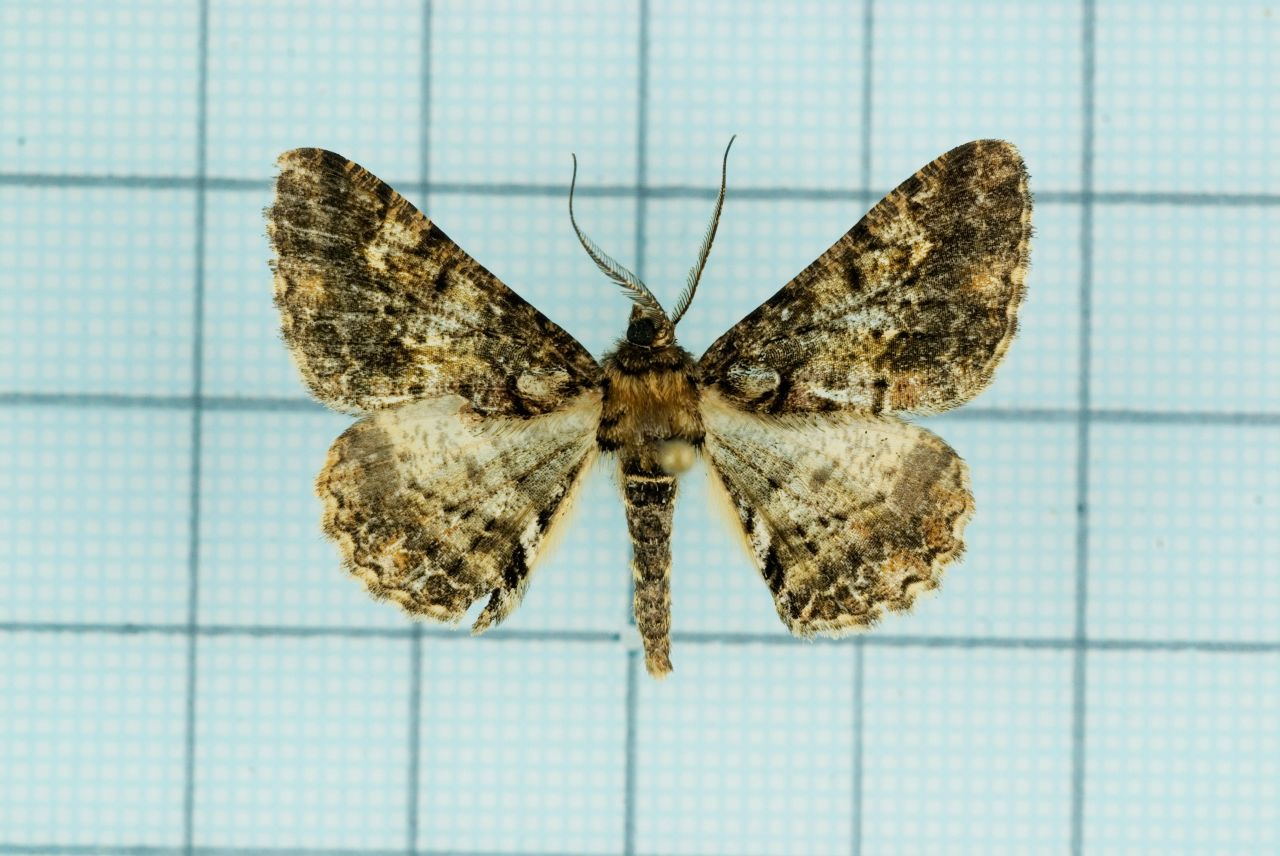
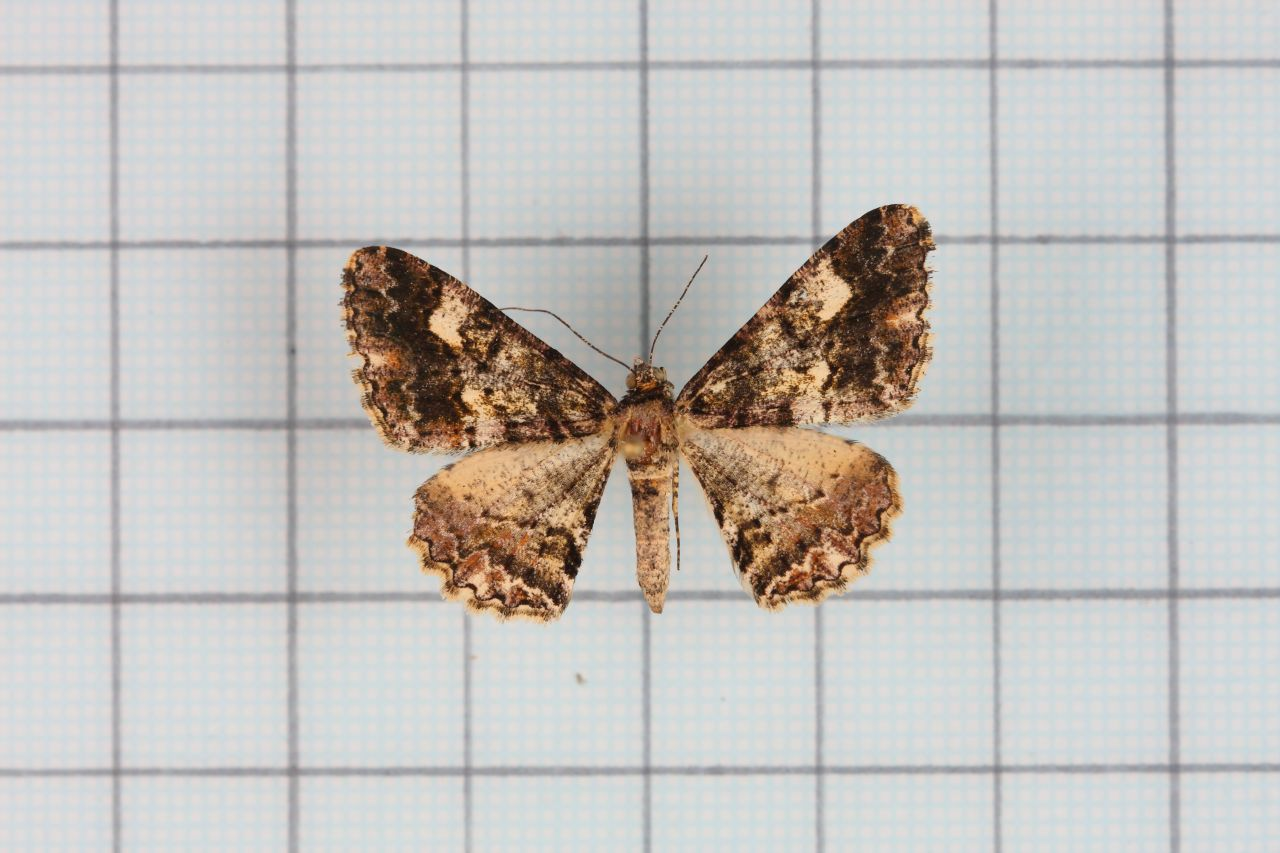
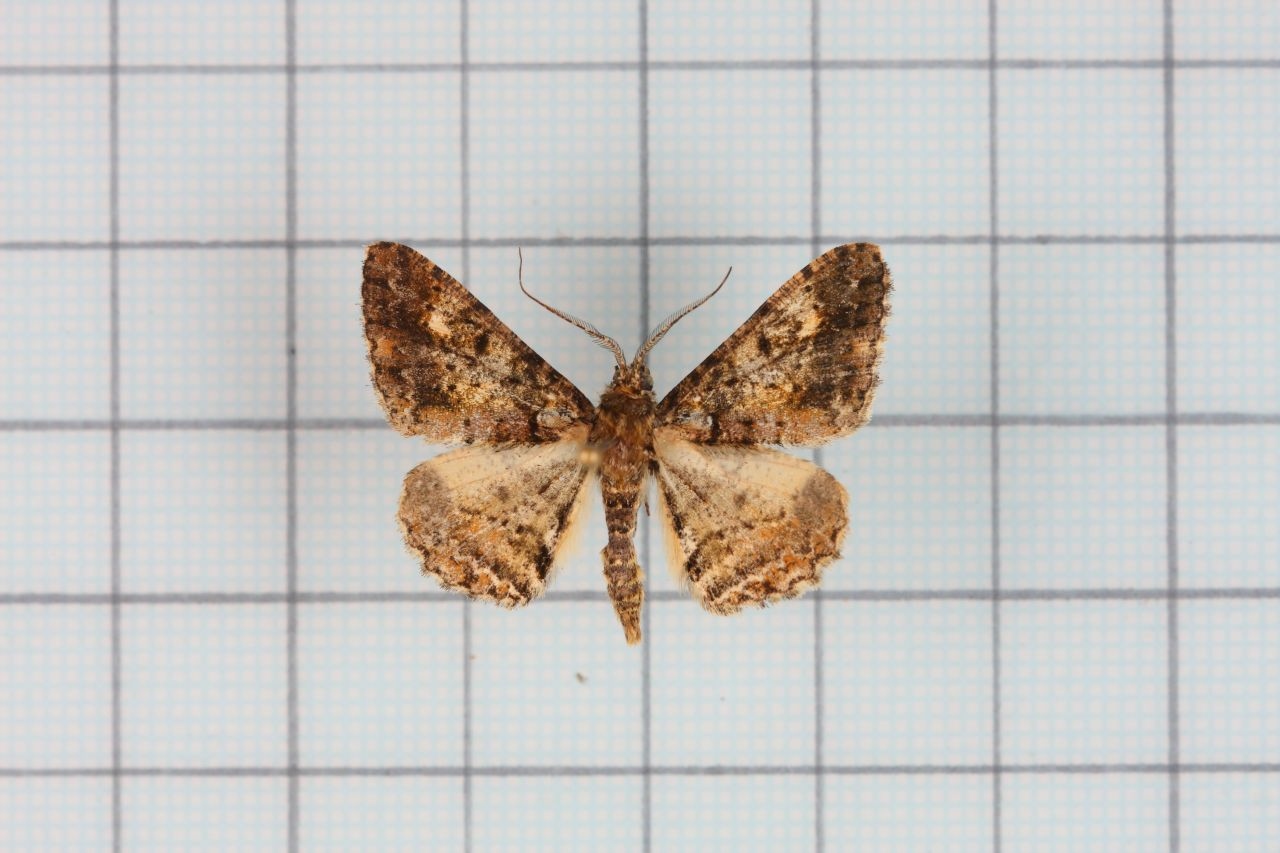
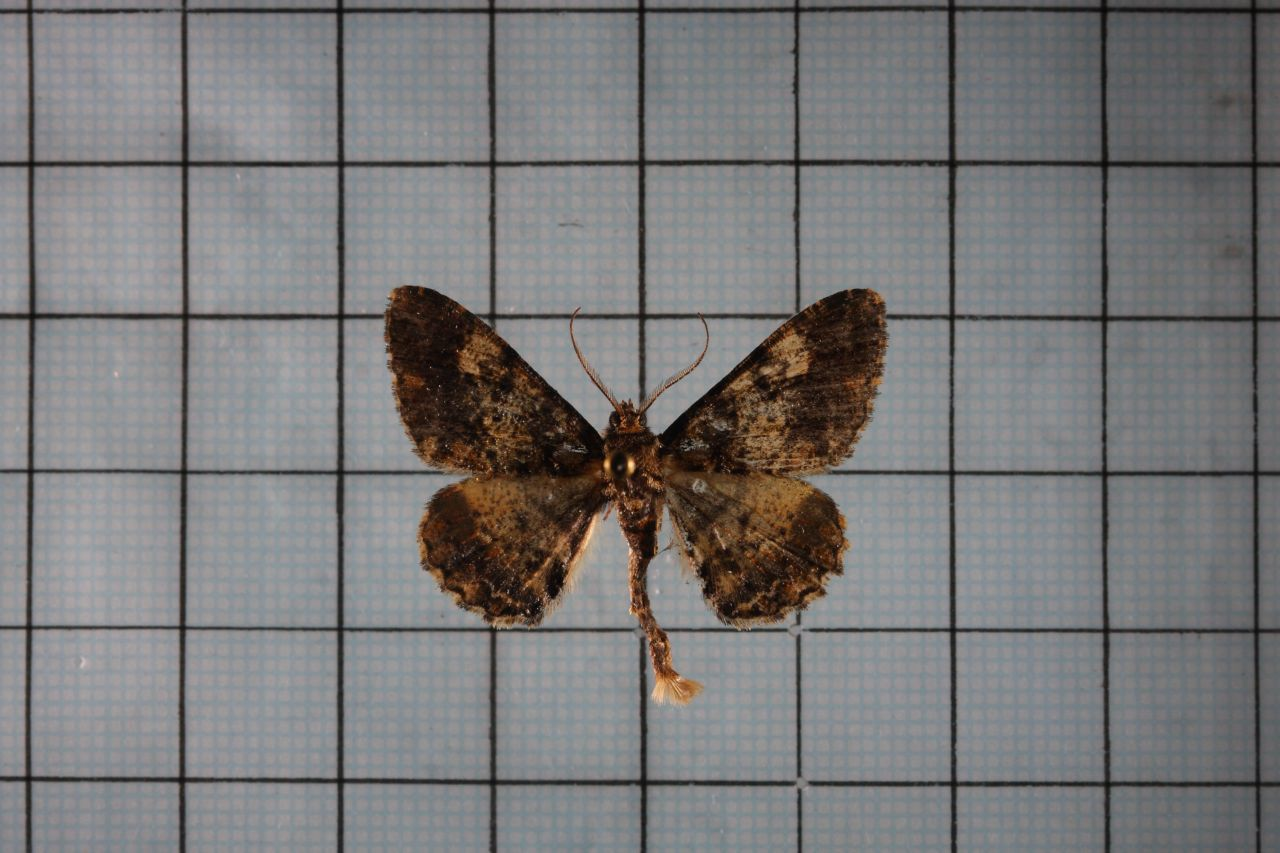